# Ignace-Joseph Vanlerberghe
Pour les articles homonymes, voir Vanlerberghe.
Ignace-Joseph Vanlerberghe de Busigny est un négociant en grains, un fournisseur aux armées et un financier français né à Douai en 1758 et mort à Paris le 27 septembre 1819.

## Parcours

### Négociant en grains
Petit-fils de chirurgien et négociant, fils d'Ignace Vanlerberghe (Lille, 1733 - Douai, 1759) et de Rosalie Joseph Deparis, les origines de Vanlerberghe demeurèrent longtemps mystérieuses. Certains chercheurs le font naître à Douai, d'autres supposent qu'il viendrait des Pays-Bas. L'origine douaisienne est cependant rendue plus probable par la présence de Vanlerberghe, peu avant la Révolution française, en la ville de Lille, dans laquelle est né son père et est enterré son grand-père.
Il s'y fait connaître en tant que négociant en grains, brassant d'importants volumes : son beau-père est un certain Lefèvre, nommé inspecteur général de l'approvisionnement céréalier dans cette ville. Au printemps 1789, Vanlerberghe réussit, au plus fort de la pénurie qui s’abattait sur la France après plusieurs années de mauvaises récoltes, à stocker 250 000 quintaux de blé en divers entrepôts situés dans les ports du Havre et de Dunkerque. Cette action risqua bien entendu par la suite de le faire passer pour un profiteur aux yeux des révolutionnaires. En septembre 1790, Vanlernerghe est le principal créancier (à 85 %) du banquier Doucet de Suriny qui fait alors faillite à hauteur de près de 900 000 livres.
C'est encore à Douai, rappelle Bergeron, qu'un certain « Jean-Baptiste Paulée (1785-1832), parfait exemple du destin d’un parvenu » se transforme en courtier et réussit grâce à l’aide d’une bonne équipe de commis à devenir l’associé de Vanlerberghe : à la fin de l'Empire, Paulée sera riche à millions et épousera l'une des filles Vanlerberghe.
Même si les soupçons pèsent rapidement sur sa personne, Vanlerberghe parvient au début, à garantir l'approvisionnement des Armées du Nord (1791-1792). Il s'associe durant ces années-là avec Pierre-Narcisse-Dorothée Michel (dit « Michel l'aîné ») et son frère Marc-Antoine-Grégoire Michel (dit « Michel le jeune »), marchands drapiers et banquiers établis à Paris. Au moment de la Terreur, la chasse aux spéculateurs prend de l'ampleur : Vanlerberghe s'exile alors de Paris mais supervise tout de même quelques affaires. En effet, le 19 floréal an II (8 mai 1794), Mme de Montesson vend le domaine du château de Neuilly pour 230 000 francs « aux négociants Delannoy et Vanlerberghe » qui le louent comme résidence secondaire à Talleyrand et qui le revendirent à Murat en mars 1804. 

### Entrée en grâce sous leDirectoire
Grâce à l'appui de Cambacérès, il revient dans la capitale en 1795, mais demeura sur la Liste des émigrés jusqu'en 1798 et sous l'observation de la police jusqu'en 1799.
Vanlerberghe fait tout pour se faire accepter par le nouveau régime, par ailleurs très favorable aux financiers : le pays connaît alors une véritable frénésie spéculative. En 1796, il prend diverses participations dans des sociétés comme Wouters & Godard ou Rochefort et Cie, pour le service des subsistances des troupes en campagne, les étapes et convois militaires, en société avec Jean-Baptiste Ouin et Nicolas Haussmann, puis dans la Compagnie Maurin qui fournit à l'armée d'Italie d'importantes quantités de marchandises. En 1798, il fonde avec Jean-Conrad Hottinguer un établissement appelé Hottinguer & Cie.
La rencontre avec Gabriel-Julien Ouvrard au cours de cette période est déterminante : grâce à Vanlerberghe (mais aussi aux frères Michel, de retour aux affaires) et à ses bonnes relations avec les divers ministères du Consulat (Finances, Marine, Commerce), Ouvrard devient le plus important fournisseur aux armées mais sa créance qui se monte bientôt à 64 millions de francs met en alerte le Trésor. Le nom de Vanlerberghe commence à venir aux oreilles du Premier Consul. Secrètement, Joseph Fiévée informe Bonaparte de ses activités : 
« On a vu avec plaisir Vanlerberghe chargé par le ministère du commerce de pourvoir à la consommation de quelques départements plus souffrants que les autres et avec plus de plaisir encore que les opérations dont il s’est chargé aient eu le résultat qu’il avait promis. »
En janvier 1800, Ouvrard est arrêté sur ordre de Bonaparte pour soupçon d'irrégularités ; Cambacérès, qui est commissaire aux comptes durant l'enquête, lave de tout soupçon Ouvrard et ses associés, dont Vanlerberghe, qui, inquiet depuis quelques semaines, avait entretemps divorcé de sa femme pour protéger ses intérêts et ceux de leurs enfants. 
En avril 1804, Ouvrard via les Négociants réunis rejoint enfin les nouveaux financiers de l’État dont les principaux sont Armand Seguin, les frères Michel et Vanlerberghe. Sur les dix millions d’engagements mensuels effectués par le Trésor, quatre sont souscrits par le seul Vanlerberghe. Sur ces quatre millions, est prélevé le montant des ordonnances des munitionnaires des vivres des départements de la Guerre et de la Marine : il s’agissait, notamment, d’assurer le règlement de vingt millions dus à Ouvrard. En échange de leurs engagements, les Négociants réunis se virent remettre en valeurs négociables huit obligations, de quatre millions chacune — souscrites par le chargé d’affaires de l’Espagne en vertu des clauses du traité franco-espagnol du 22 octobre 1803. Cette année-là, les effets du blocus continental et de mauvaises récoltes poussent pratiquement quelques banquiers à la quasi-faillite (comme Alexandre Barrillon). Les Négociants réunis passent de plus en plus d'accords entre eux, signant des traites de complaisance gagées sur d'éventuels succès militaires qui leur garantissaient des prises de position sur divers marchés (laine et piastres d'Espagne, etc.). La situation devient explosive à la fin de l'année 1805 quand échoue le projet de débarquement en Angleterre et quand cette dernière déclare la guerre à l’Espagne. La Banque de France, qui ne cesse de réescompter les effets des Négociants, augmente d'autant la masse monétaire tout en épuisant les réserves métalliques, engendrant un effet de panique, une crise de confiance que Napoléon ne peut tolérer. En février 1806, Ouvrard et Vanlerberghe vont chercher auprès de la banque Hope & Co. d'Amsterdam une avance de 7 millions pour rembourser une dette évaluée à plus de 140 millions. La Compagnie des Négociants réunis est alors liquidée : Ouvrard, Vanlerberghe, mais aussi Médard Desprez, Bastide, Sévène et Récamier s'avèrent incapables de payer. Rien qu'à Desprez, Vanlerberghe avait signé pour plus de 7 millions de reconnaissance de dettes, ce que confirma un jugement en 1833 seulement.
La liquidation de la banque Vanlerberghe et Cie fut prononcée en 1811.
Vanlerberghe mourut en 1819 à la Folie Beaujon après avoir marié deux de ses filles à de bons partis.

## Un héritage préservé
Vanlerberghe replaça ses bénéfices dès 1790 dans l'achat de Biens nationaux, comme le château de Neuilly. Il possédait aussi deux domaines dans les environs de Cambrai. Le 12 vendémiaire an V (13 octobre 1796), Pierre-Vincent Piau et Antoine Conseil, deux négociants parisiens, vendent la Folie Beaujon à Barbe-Rosalie Lemaire, l'épouse de Vanlerberghe, moyennant 110 000 livres en métal au titre de 1790. Cette disposition permit plus tard aux Vanlerberghe de conserver une grande partie de leur patrimoine. Le couple y donne de nombreuses réceptions. Pour convenance d'affaires, les Vanlerberghe divorcent le 26 vendémiaire an VIII (11 octobre 1799). Le surlendemain, l'ex-madame Vanlerberghe renonce à la communauté de biens ayant existé depuis leur mariage, prononcé le 5 février 1789 à Douai. Cette opération vise certainement à mettre une partie des biens du couple à l'abri d'éventuelles poursuites exercées contre Vanlerberghe. Quand celui-ci fit faillite en 1811, la propriété, au nom de son ex-femme, ne fut pas saisie. Ce ne fut pas la seule : on compte par exemple le château et domaine de Briffœil et d'importantes sommes en espèces (par exemple, la dot de sa fille Sophie-Angélique se monte à 450 000 francs). 
La Folie Beaujon passa à son fils Aimé-Eugène Vanlerberghe qui la revendit le 26 août 1837. À noter que les statues et les tableaux de la Folie Beaujon sont actuellement dans la descendance de sa fille Eglée Eugénie devenue ctesse Cornudet des Chomettes et font partie de l'hôtel du 9 quai Voltaire restauré par Bertrand de La Poeze d´Harambure et que certains objets en provenance de ce lieu ont fait l´objet d´un classement Trésor National.
Descendance
Ignace-Joseph Vanlerberghe et Barbe-Rosalie Lemaire (v. 1765 - 27 avril 1822) eurent au moins quatre enfants, dont :
- Barbe-Rosalie-Joséphine (1790-1879), mariée le 28 mars 1805 au général Jean Rapp et divorcée le 1er juillet 1811; remariée en 1816 à Léonard-Charles de Villoutreys de Brignac (1783-1858) ;
- Sophie-Angélique (v.1792-1864), mariée en 1815 à Jean-Baptiste Paulée (dont une fille) puis en 1834 à Jean-François Jacqueminot ;
- Églé-Eugénie (v.1795-1875), mariée en 1821 à Étienne-Émile Cornudet des Chaumettes dont un fils Joseph-Alfred ;
- Aimé-Eugène (?-1866), accepta l’héritage de son père et de sa mère sous bénéfice d'inventaire en 1822. Il fut longtemps le propriétaire secret du vignoble château Lafite. Ce vignoble avait été acheté par sa mère en 1818[9].

En 1823, Armand Seguin, désireux de récupérer une créance de plus d'un million de francs, tente de faire annuler le divorce de complaisance de Vanlerberghe avec Barbe-Rosalie mais est débouté par un arrêt rendu le 22 juillet 1832 (confirmé en Cour de Cassation le 2 juillet 1838).

## Œuvre d'art
- Vanlerberghe posséda une statue du sculpteur Jacques Saly (1717-1776) : L'Amour essayant une de ses flèches, Paris, musée du Louvre.